# Enaria orientalis
Enaria orientalis är en skalbaggsart som beskrevs av Marc Lacroix 1993. Enaria orientalis ingår i släktet Enaria och familjen Melolonthidae. Inga underarter finns listade i Catalogue of Life.